# هنری آر. پیس
هنری آر. پیس (به انگلیسی: Henry R. Pease) سناتور سابق عضو حزب جمهوری‌خواه ایالات متحده آمریکا بود. وی در سال ۱۸۷۴ تا ۱۸۷۵ میلادی سناتور ایالت میسیسیپی در سنای ایالات متحده آمریکا بود.